# ユメ視る猫とカノジョの行方
『ユメ視る猫とカノジョの行方』（ユメみるねことカノジョのゆくえ）は、周防ツカサによる日本のライトノベル。イラストは森倉円が担当。電撃文庫（メディアワークス）より刊行されている。

## あらすじ
ある日、飼い猫が喋り出す。猫の身にキリコという名の少女の精神体が宿っていた。智季は言葉を話し人間の姿を模すことのできる猫との奇妙な共同生活が始まる。同時期に周囲では不思議な現象が起きる。

## 登場人物
天谷智季
主人公。
ミケ
智季の飼っているペット。キリコに転移されている。
キリコ
精神体。
須藤みゆき
智季のクラスメイト。リトスに転移されていた。
リトス
精神体。
姉崎円華
智季のクラスメイト。
才気鉄男
智季のクラスメイト。
山内
智季のクラスメイト。
大谷
羽沢高校の教師。
天谷響
智季の姉。
天谷葉
智季の兄。

## 用語
転移
精神体に乗り移られることを指す。
羽沢高校
主人公の通う高校。
精神体
キリコ達の存在。

## 既刊一覧
- 2006年1月発行 ISBN 4-8402-3271-7